# Gekko similignum
Gekko similignum är en ödleart som beskrevs av  Smith 1923. Gekko similignum ingår i släktet Gekko och familjen geckoödlor. Inga underarter finns listade i Catalogue of Life.